# Батакис, Сильвина
Сильвина Айда Батакис (исп. Silvina Aída Batakis; род. 27 декабря 1968, Рио-Гранде) — аргентинский экономист и политик, бывший министр экономики страны. Ранее она занимала должность секретаря по делам провинций в Министерстве внутренних дел и министра экономики провинции Буэнос-Айрес при губернаторе Даниэле Сиоли с 2011 по 2015 год.

## Ранний период жизни
Родилась в Рио-Гранде, провинция Огненная Земля, и выросла в Рио-Гальегосе, Рафаэле, Тако Позо и Ла-Плате. В 1993 году окончила Национальный университет Ла-Платы со степенью бакалавра экономики. Кроме того, она имеет степень магистра в области государственных финансов и степень магистра экономики окружающей среды в Йоркском университете.

## Политическая карьера
Начиная с 1992 года, Батакис занимала ряд государственных должностей в правительстве провинции Буэнос-Айрес. В 2009 году была назначена главой кабинета министров и министром финансов в министерстве экономики провинции при Алехандро Арлиа; в 2011 году губернатор Даниэль Сиоли назначил Батакис самостоятельным министром экономики.
Будучи министром экономики Буэнос-Айреса, Батакис провела реформу системы распределения налоговых поступлений в провинции. Реформа привела к повышению налогов и сокращению субсидий со стороны правительства провинции в 60% округов провинции, и правительству провинции пришлось запросить дополнительные 2800 миллионов австралийских долларов для покрытия чистого убытка. Реформа подверглась критике со стороны тогдашнего президента Кристины Фернандес де Киршнер. В 2014 году Батакис ввела повышение налога на сельскую и городскую недвижимость на 30%, за исключением пенсионеров и неработающих лиц, владеющих недвижимостью стоимостью менее 200 000 долларов. Кроме того, был вновь введён ранее отменённый налог на наследство.
Во время президентской кампании Сиоли в 2015 году тогдашний губернатор объявил, что Батакис была его кандидатом на пост министра экономики. Сиоли проиграл выборы Маурисио Макри во втором туре.

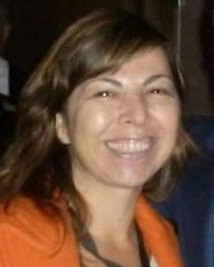
Батакис в 2017 году

В 2019 году президент Альберто Фернандес и министр внутренних дел Эдуардо де Педро назначили Батакиса министром провинций в Министерстве внутренних дел. В качестве госсекретаря Батакис возглавлял переговоры по новому бюджетному консенсусу, направленному на предоставление 23 провинциям Аргентины дополнительной финансовой автономии и судебной стабильности для аргентинской налоговой системы.
Министр экономики Мартин Гусман подал в отставку в 2022 году на фоне экономического кризиса. Между фракциями «Frente de Todos» состоялись длительные и противоречивые переговоры, кульминацией которых стало назначение Батакиса, ярого сторонника экономической политики Кристины Киршнер.
4 июля 2022 года президент Альберто Фернандес назначил Батакис министром экономики. 28 июля она подала в отставку с занимаемой должности. В тот же день президент Фернандес назначил её президентом Национального банка Аргентины.

## Личная жизнь
Батакис получила прозвище Ла Гриега («гречанка»), что указывает на ее греческое происхождение. В спортивном плане она является болельщицей «Бока Хуниорс». У неё есть сын.